# Nearpod
Nearpod és una plataforma educativa que consisteix en una aplicació que permet a mestres crear i compartir lliçons interactives amb els seus estudiants. El programari proporciona eines per estudiants i mestres. Els mestres poden descarregar lliçons multimèdia de la botiga de contingut o crear el seu propi. El contingut de la lliçó pot incloure portaobjectes, enllaços de vídeos, àudio, imatges, text, PDFs i comptes de Twitter.

## Història
Nearpod es va llançar l'estiu de 2012 a Florida Del sud. Seguint amb la feina de producció d'aplicacions educatives i e-llibres, els co-fundadors argentins, Guido Kovalskys, Felipe Sommer, i Emiliano Abramzon van desenvolupar el Nearpod com a plataforma d'aprenentatge mòbil per l'àmbit educatiu. Nearpod ha arribat a més de dos milions d'estudiants per mes. Des del seu llançament al 2012, el programari ha guanyat premis nombrosos.

## Característiques
Nearpod ofereix tres funcions principals: 
- Nearpod ofereix una biblioteca de lliçons interactives. Els autors són educadors i diversos editors.[5]
- Els mestres poden crear lliçons a la plataforma de Nearpod o poden pujar-ne d'altres ja creades (PowerPoint, PDFs...)[6]
- Els mestres poden compartir lliçons amb els dispositius dels estudiants i guiar la interacció i ritme de la lliçó.[7]